# Ахлу-Сунна валь-Джамаа

Прапор угрупування

Ахлу-Сунна валь-Джамаа (Сомалі. Ahlu Suna Waljamaaca — прихильники Сунни і джамаата) — сомалійське воєнізоване угрупування, що складається з суфіїв і помірних, протиставляє себе радикальне ісламістське угруповання Аш-Шабааб. Вони борються, щоб запобігти нав'язування ваххабізму в Сомалі і захистити суфійські традиції країни і в цілому помірні релігійні погляди. Під час кривавої сомалійської громадянської війни організація співпрацювала з воєначальником Мохамедом Фарра Айдіда.
Ахлу-Сунна валь-Джамаа стала помітною в 2008 році, коли вона взяла в руки зброю проти Аш-Шабааб, після того, як радикальне угрупування почала руйнувати могили суфійських святих в країні. Угруповання виступає проти законів, що забороняють музику, проти жорстокої страти і ампутацій кінцівок, затверджувані екстремістськими інтерпретаціями ісламу. Вони виступають проти знесення релігійних святинь.
Вона здобула великі перемоги в центральній частині Сомалі і управляє значною територією в провінціях південного Мудуг, Гедо, Галгудуд і частиною провінцій Хіран, Середня Шабелле і Баколі.
15 березня 2010, уряд Сомалі і Ахлу-Сунна валь-Джамаа підписали угоду, що дає міліції управління над п'ятьма міністерствами, на додаток до дипломатичних постам і керівні посади в апараті національної безпеки. В обмін, міліція буде надавати військову підтримку проти аль-Шабааб.

## Битви
24 квітня 2011, Ахлу-Сунна валь-Джамаа відбила місто Дусамареб в регіоні Галгудуд від Аш-Шабааб.
28 квітня 2011, Ахлу-Сунна валь-Джамаа за підтримки солдатів ПФП вступила в бої з Аш-Шабааб в місті Лук в провінції Гедо.
27 бійців Ахлу-Сунна валь-Джамаа і 8 солдатів ПФП було вбито під час бою. Число втрат з боку Аш-Шабааб невідомо.
3 травня 2011 кілька годин поспіль йшла перестрілка між бійцями Ахлу-Сунна валь-Джамаа (за підтримки солдатів ПФП) і бійцями Аш-Шабааб в місті Гарбахаррей провінції Гедо. Місто перейшло під контроль Ахлу-Сунна валь-Джамаа і ПФП. 3 бійців Ахлу-Сунна валь-Джамаа і 23 бійців Аш-Шабааб по час перестрілки були вбиті. Під час боїв лідер Ахлу-Сунна валь-Джамаа в регіоні Гедо Шейх Хасан Шейх Ахмед (також відомий як Qoryoley) також був поранений. Він помер в госпіталі Найробі 2 дні потому.

## Переговори про створення Держави центральних регіонів
У 2014 році ведуться багатосторонні переговори під егідою Федерального уряду Сомалі про створення автономної Держави центральних регіонів, в яке увійде Галмудуг, Хіман і Хеб і Ахлу-Сунна валь-Джамаа. 30 липня 2014 Федеральний уряд у палаці Вілла Сомалі [en] в Могадішу офіційно схвалив проект нової держави, при цьому були присутні президент Сомалі Хасан Шейх Махмуд, прем'єр-міністр Сомалі і представники ООН, Європейського Союзу, Африканського Союзу, IGAD [en] і АМІСОМ. При цьому були створені комітети, покликані забезпечити формування нової державної адміністрації та проведення відповідних консультацій в регіонах Мудуг і Галгудуд. Держава повинна підкорятися Федеральної Конституції Сомалі.
25 грудня 2014 напередодні конференції в Ададо по створенню Держави центральних регіонів було створено шість комісій.
Проте повідомляється про збройні протистояннях між урядовими військами і Ахлу-Сунна валь-Джамаа в кінці 2014 року через розбіжності, що стосуються статусу Галгудуд.

## Див. Також
- Громадянська війна в Сомалі